# 殷山郡
殷山郡（ウンサンぐん）は、朝鮮民主主義人民共和国平安南道に属する郡。

## 地理

### 隣接行政区
- 北 － 北倉郡
- 南東 － 成川郡
- 南西 － 平城市
- 西 － 順川市

## 行政区域
1邑・5労働者区・16里を管轄する。
| - 殷山邑（ウンサヌプ） - 九峯労働者区（クボンノドンジャグ） - 聖山労働者区（ソンサンノドンジャグ） - 梓洞労働者区（チェドンノドンジャグ） - 天聖労働者区（チョンソンノドンジャグ） - 鶴山労働者区（ハクサンノドンジャグ） - 南玉里（ナモンニ） - 南源里（ナムォンニ） - 大陽里（テヤンニ） - 東三里（トンサムニ） - 龍化里（リョンファリ） | - 柳洞里（リュドンニ） - 柳井里（リュジョンニ） - 望日里（マンイルリ） - 密田里（ミルチョンニ） - 修徳里（スドンニ） - 首陽里（スヤンニ） - 水源里（スウォンニ） - 崇化里（スンファリ） - 新倉里（シンチャンニ） - 延合里（ヨナムニ） - 済賢里（チェヒョンニ） |

## 歴史

### 前近代・近代
高麗時代の983年に殷州が置かれ、1238年に殷山郡となった。
朝鮮王朝時代の1414年には慈山郡に編入されるが、翌1415年に殷山県が置かれた。
1895年に殷山郡となり（二十三府制）、1896年に平安南道所属となった（十三道制）。1907年に、順川郡に編入され、殷山郡は消滅した。

### 第二次世界大戦後
第二次世界大戦後、殷山郡は北朝鮮政府によって設置・廃止・再設置される。
1952年12月、順川郡から殷山面・新倉面・密田面の全域と北倉面・仙沼面の各一部を分離し、殷山郡が置かれた（1邑1労働者区20里）。1974年には殷山郡が廃止され、順川郡に編入される。
1992年1月、順川市・北倉郡・成川郡の各一部が分割され、殷山郡が再設置される（1邑4労働者区17里）。1994年には1里を北倉郡に移管、1995年には順川市より一部を編入した。
2003年時点で、1邑5労働者区16里から構成される。

### 年表
この節の出典
- 1992年1月 - 平安南道順川市殷山洞・殷浦洞・天聖洞・九峯洞・榟洞・富興洞・直洞・首陽洞・済賢里・崇化里・延合里・望日里・新倉里・水源里・修徳里・龍化里・柳井里・密田里・東三里および長鮮洞・ポンウ洞の各一部、北倉郡新坪里、成川郡南玉里・柳洞里・大陽里・南源里をもって、殷山郡を設置。(1邑5労働者区17里)
  - 殷山洞・殷浦洞・長鮮洞・ポンウ洞が合併し、殷山邑が発足。
  - 首陽洞が首陽里に降格。
  - 梓洞が梓洞労働者区に降格。
  - 九峯洞が九峯労働者区に降格。
  - 天聖洞が天聖労働者区に降格。
  - 直洞が直洞労働者区に降格。
  - 富興洞が富興労働者区に降格。
- 1992年12月 - 直洞労働者区・富興労働者区が順川市に編入。(1邑3労働者区17里)
- 1994年 - 新坪里が北倉郡に編入。(1邑3労働者区16里)
- 1995年 - 順川市聖山洞・鶴山洞を編入。(1邑5労働者区16里)
  - 聖山洞が聖山労働者区に降格。
  - 鶴山洞が鶴山労働者区に降格。
  - 殷山邑の一部が崇化里に編入。

#### 殷山郡(1952年-1974年)
- 1952年12月 - 郡面里統廃合により、平安南道順川郡殷山面・新倉面・密田面および北倉面・仙沼面の各一部地域をもって、殷山郡を設置。殷山郡に以下の邑・労働者区・里が成立。(1邑1労働者区19里)
  - 殷山邑・西南里・延合里・龍化里・修徳里・望日里・水源里・柳井里・東三里・密田里・榟洞労働者区・九峯里・天聖里・聖山里・甑山里・富山里・鎮山里・済賢里・南玉里・崇化里・首陽里
- 1954年 (1邑1労働者区19里)
  - 殷山邑および水源里の一部が合併し、新倉里が発足。
  - 鎮山里および西南里の一部が合併し、殷山邑が発足。
  - 南玉里の一部が成川郡柳洞里に編入。
- 1963年 - 九峯里が九峯労働者区に昇格。(1邑2労働者区18里)
- 1967年 (1邑3労働者区17里)
  - 密田里の一部が梓洞労働者区に編入。
  - 水源里の一部が新倉里に編入。
  - 九峯労働者区の一部が柳井里に編入。
  - 天聖里が天聖労働者区に昇格。
- 1972年 (1邑4労働者区16里)
  - 富山里が富山労働者区に昇格。
  - 成川郡岐倉里の一部が修徳里に編入。
- 1974年5月 - 殷山郡廃止。
  - 南玉里および崇化里の一部が成川郡に編入。
  - 殷山邑・富山労働者区・甑山里・聖山里・天聖労働者区・九峯労働者区・密田里・東三里・柳井里・水源里・新倉里・望日里・修徳里・延合里・首陽里・済賢里・西南里・梓洞労働者区・龍化里および崇化里の大部が順川郡に編入。

## 交通
- 平羅線
  - 殷山駅 - 首陽駅 - 新倉駅 - 修徳駅
- 平徳線
  - 院倉駅 - 九井駅
- 殷山線
  - 殷山駅 - 鶴山駅
- 天聖炭鉱線
  - 新倉駅 - 望日里駅 - 天聖駅
  - 首陽支線：首陽駅 - 望日里駅
- 霊台線
  - 院倉駅 - 霊台駅
- 梓洞線
  - 九井駅 - 梓洞駅